# يوكي هاياشي
يوكي هاياشي (林ゆうき هاياشي يوكي) هو ملحن ياباني ولد في 31 ديسمبر 1980 في محافظة كيوتو.

## دراسته
تخرج من جامعة تويو.

## أعماله في السينما اليابانية
- جولة الربيع الأزرق
- البلدة في غيابي
- كذبتك في أبريل
- ستروبيري نايت
- صرخة نحو السماء الزرقاء
- عين فورتونا
- الباب الذي يؤدي إلى المستقبل: إلى المستقبل الذي أنت فيه

## أعماله في الدراما اليابانية
- بوس (بالتعاون مع هيرويوكي ساوانو وتاكافومي وادا)
- ستروبيري نايت
- ترايانغل (بالتعاون مع هيرويوكي ساوانو)
- ليغال هاي (بالتعاون مع يوجي أونو في الحلقة 7 من الموسم الأول)
- صائد العائلات (بالتعاون مع أسامي تاتشيبانا)
- فراجايل (بالتعاون مع أسامي تاتشيبانا)
- المحقق ذو العين اليسرى آي
- جوؤو VIRGIN
- الصفر المطلق
- حرب الأكاذيب (بالتعاون مع أسامي تاتشيبانا)
- دوكتورز: الأطباء الأفضل
- دوكتورز 2: الأطباء الأفضل
- دوكتورز 3: الأطباء الأفضل
- لاست موني: ثمن الحب
- بيرفكت ريزورت
- سر في حبك لي (بالتعاون مع أسامي تاتشيبانا)
- من الآن، سأرعبك
- سيغنال (بالتعاون مع أسامي تاتشيبانا)
- ريتش مان, بور وومان
- ميرور توينز (بالتعاون مع تاكاهيرو أوباتا)
- غرفة إستجواب الطوارئ
- الأسرار العشرة (بالتعاون مع أسامي تاتشيبانا)

## أعماله في الأنمي

### مسلسلات أنمي تلفزيونية
- دراماتيكال مردر
- جاندام بيلد فايترز
- جاندام بيلد فايترز تراي (بالتعاون مع أسامي تاتشيبانا)
- روبوتكس;نوتس (بالتعاون مع تاكيشي آبو و أسامي تاتشيبانا)
- بلاد لاد
- ديابوليك لافرز
- ديابوليك لافرز MORE BLOOD (بالتعاون مع ساكي)
- سول إيتر نوت! (بالتعاون مع أسامي تاتشيبانا)
- هايكيو!! (بالتعاون مع أسامي تاتشيبانا)
- هايكيو!! الموسم الثاني (بالتعاون مع أسامي تاتشيبانا)
- هايكيو!! ثانوية كاراسونو في مواجهة أكاديمية شيراتوريزاوا (بالتعاون مع أسامي تاتشيبانا)
- هايكيو!! TO THE TOP (بالتعاون مع أسامي تاتشيبانا)
- ديث باريد
- كلاسروم كرايسس
- كيزناييفر
- أكاديميتي للأبطال
- تريكستر
- مرحبا بك في قاعة الرقص
- دايف!! (بالتعاون مع KOHTA YAMAMOTO)
- مجموعة جونجي إيتو
- الرياح تهب بقوة
- دبل ديكر: دوغ آند كيريل
- سيرك كاراكوري
- رحلات بوكيمون
- داي الشجاع (2020)
- زعيم المحاربين (2021)
- باكفليب!!
- لوف أول بلاي

### أفلام أنمي
- ون بيس فيلم غولد
- أكاديميتي للأبطال ذا موفي: البطلين
- أكاديميتي للأبطال ذا موفي: هيروز: رايزينغ
- أكاديميتي للأبطال ذا موفي: وورلد هيروز ميشن

## أعماله في ألعاب الفيديو
- أليس أوردر

## وصلات خارجية
- يوكي هاياشي على موقع IMDb (الإنجليزية)
- يوكي هاياشي على موقع ميوزك برينز (الإنجليزية)
- يوكي هاياشي على موقع ديسكوغز (الإنجليزية)
- يوكي هاياشي على موقع قاعدة بيانات الفيلم (الإنجليزية)
- يوكي هاياشي على موقع ANN person (الإنجليزية)